# Finlandia na Zimowych Igrzyskach Paraolimpijskich 1988
Finlandię na Zimowych Igrzyskach Paraolimpijskich w 1988 roku reprezentowało 21 zawodników (15 mężczyzn i 6 kobiet) w 4 dyscyplinach. Zdobyli oni łącznie 25 medali (w tym 9 złotych), plasując swój kraj na 4. miejscu w klasyfikacji medalowej.
Był to czwarty występ Finlandii na zimowych igrzyskach paraolimpijskich.

## Medaliści

### Złote medale
| Zawodnik                                     | Dyscyplina        | Konkurencja                     |
| -------------------------------------------- | ----------------- | ------------------------------- |
| Jouko Grip                                   | Biathlon          | Bieg na 7,5 km mężczyzn (LW6/8) |
| Kimmo Kettunen                               | Biegi narciarskie | Bieg na 10 km mężczyzn (LW6/8)  |
| Kirsti Pennanen                              | Biegi narciarskie | Bieg na 10 km kobiet (B1)       |
| Kalervo Pieksämäki                           | Biegi narciarskie | Bieg na 15 km mężczyzn (LW4)    |
| Kalervo Pieksämäki                           | Biegi narciarskie | Bieg na 5 km mężczyzn (LW4)     |
| Miia Ryyanänen                               | Biegi narciarskie | Bieg na 5 km kobiet (B3)        |
| Tanja Tervonen                               | Biegi narciarskie | Bieg na 10 km kobiet (LW6/8)    |
| Tanja Tervonen                               | Biegi narciarskie | Bieg na 5 km kobiet (LW6/8)     |
| Tanja Hovinen Kirsti Pennanen Miia Ryyanänen | Biegi narciarskie | Sztafeta 3x5 km kobiet (B1-3)   |

### Srebrne medale
| Zawodnik                                                       | Dyscyplina        | Konkurencja                      |
| -------------------------------------------------------------- | ----------------- | -------------------------------- |
| Jouko Grip                                                     | Biegi narciarskie | Bieg na 20 km mężczyzn (LW6/8)   |
| Jouko Grip                                                     | Biegi narciarskie | Bieg na 10 km mężczyzn (LW6/8)   |
| Tanja Hovinen                                                  | Biegi narciarskie | Bieg na 10 km kobiet (B3)        |
| Kyllikki Luhtapuro                                             | Biegi narciarskie | Bieg na 10 km kobiet (B2)        |
| Kirsti Pennanen                                                | Biegi narciarskie | Bieg na 5 km kobiet (B1)         |
| Kalervo Pieksämäki                                             | Biathlon          | Bieg na 7,5 km mężczyzn (LW4)    |
| Pertti Sankilampi                                              | Biegi narciarskie | Bieg na 5 km mężczyzn (LW2)      |
| Jouko Grip Kimmo Kettunen Kalervo Pieksämäki Pertti Sankilampi | Biegi narciarskie | Sztafeta 4x5 km mężczyzn (LW2-9) |

### Brązowe medale
| Zawodnik          | Dyscyplina        | Konkurencja                    |
| ----------------- | ----------------- | ------------------------------ |
| Ismo Alanko       | Biegi narciarskie | Bieg na 30 km mężczyzn (B2)    |
| Tarja Hovinen     | Biegi narciarskie | Bieg na 5 km kobiet (B3)       |
| Samuli Kämi       | Biegi narciarskie | Bieg na 5 km mężczyzn (LW2)    |
| Kimmo Kettunen    | Biegi narciarskie | Bieg na 20 km mężczyzn (LW6/8) |
| Pauli Mölsä       | Biegi narciarskie | Bieg na 5 km mężczyzn (LW5/7)  |
| Miia Ryyanänen    | Biegi narciarskie | Bieg na 10 km kobiet (B3)      |
| Pertti Sankilampi | Biathlon          | Bieg na 7,5 km mężczyzn (LW2)  |
| Pertti Sankilampi | Biegi narciarskie | Bieg na 10 km mężczyzn (LW2)   |

## Wyniki reprezentacji

### Biathlon
Objaśnienie kategorii:
- LW2 – osoby po amputacji kończyny dolnej powyżej kolana
- LW4 – osoby po amputacji kończyny dolnej poniżej kolana
- LW6/8 – osoby po amputacji kończyny górnej

#### Mężczyźni
| Zawodnik           | Konkurencja            | Czas    | Pozycja | Źródło |
| ------------------ | ---------------------- | ------- | ------- | ------ |
| Pertti Sankilampi  | Bieg na 7,5 km (LW2)   | 30:52.9 | brąz    | [ 3 ]  |
| Samuli Kämi        | Bieg na 7,5 km (LW2)   | 34:47.3 | 5.      | [ 3 ]  |
| Kalervo Pieksämäki | Bieg na 7,5 km (LW4)   | 29:39.5 | srebro  | [ 4 ]  |
| Arvo Uusitalo      | Bieg na 7,5 km (LW4)   | 30:16.9 | 5.      | [ 4 ]  |
| Jouko Grip         | Bieg na 7,5 km (LW6/8) | 29:10.4 | złoto   | [ 5 ]  |
| Kimmo Kettunen     | Bieg na 7,5 km (LW6/8) | DNS     | DNS     | [ 5 ]  |

### Biegi narciarskie
Objaśnienie kategorii:
- LW2 – osoby stojące; po amputacji kończyny dolnej powyżej kolana
- LW3 – osoby stojące; po amputacji obu kóończyn dolnych poniżej kolana, z łagodnym porażeniem mózgowym lub po częściowej amputacji
- LW4 – osoby stojące; po amputacji kończyny dolnej poniżej kolana
- LW5/7 – osoby stojące; po amputacji obu kończyn górnych
- LW6/8 – osoby stojące; po amputacji kończyny górnej
- LW9 – osoby stojące; po częściowej lub całkowitej amputacji jednej kończyny górnej i jednej dolnej
- B1 – osoby niewidome
- B2 – osoby z funkcjonującym wzrokiem na poziomie 3-5%
- B3 – osoby z funkcjonującym wzrokiem poniżej poziomu 10%

#### Osoby stojące

##### Mężczyźni
| Zawodnik                                                       | Konkurencja             | Czas      | Pozycja | Źródło |
| -------------------------------------------------------------- | ----------------------- | --------- | ------- | ------ |
| Pertti Sankilampi                                              | Bieg na 5 km (LW2)      | 13:04.5   | srebro  | [ 6 ]  |
| Samuli Kämi                                                    | Bieg na 5 km (LW2)      | 13:06.8   | brąz    | [ 6 ]  |
| Kalervo Pieksämäki                                             | Bieg na 5 km (LW4)      | 12:09.3   | złoto   | [ 7 ]  |
| Arvo Uusitalo                                                  | Bieg na 5 km (LW4)      | 14:04.5   | 11.     | [ 7 ]  |
| Pauli Mölsä                                                    | Bieg na 5 km (LW5/7)    | 17:21.0   | brąz    | [ 8 ]  |
| Kimmo Kettunen                                                 | Bieg na 10 km (LW6/8)   | 26:26.0   | złoto   | [ 9 ]  |
| Jouko Grip                                                     | Bieg na 10 km (LW6/8)   | 27:18.7   | srebro  | [ 9 ]  |
| Pertti Sankilampi                                              | Bieg na 10 km (LW2)     | 27:25.9   | brąz    | [ 10 ] |
| Samuli Kämi                                                    | Bieg na 10 km (LW2)     | 28:20.3   | 4.      | [ 10 ] |
| Kalervo Pieksämäki                                             | Bieg na 15 km (LW4)     | 39:08.5   | złoto   | [ 11 ] |
| Arvo Uusitalo                                                  | Bieg na 15 km (LW4)     | 44:25.4   | 8.      | [ 11 ] |
| Pauli Mölsä                                                    | Bieg na 15 km (LW5/7)   | 1:02:10.1 | 7.      | [ 12 ] |
| Jouko Grip                                                     | Bieg na 20 km (LW6/8)   | 1:01:45.1 | srebro  | [ 13 ] |
| Kimmo Kettunen                                                 | Bieg na 20 km (LW6/8)   | 1:02:20.3 | brąz    | [ 13 ] |
| Jouko Grip Kimmo Kettunen Kalervo Pieksämäki Pertti Sankilampi | Sztafeta 4x5 km (LW2-9) | 58:50.2   | srebro  | [ 14 ] |

##### Kobiety
| Zawodniczka    | Konkurencja           | Czas    | Pozycja | Źródło |
| -------------- | --------------------- | ------- | ------- | ------ |
| Tanja Tervonen | Bieg na 5 km (LW6/8)  | 16:00.7 | złoto   | [ 15 ] |
| Tanja Tervonen | Bieg na 10 km (LW6/8) | 35:29.6 | złoto   | [ 16 ] |

#### Osoby niewidome i niedowidzące

##### Mężczyźni
| Zawodnik       | Konkurencja        | Czas      | Pozycja | Źródlo |
| -------------- | ------------------ | --------- | ------- | ------ |
| Mauno Sulisalo | Bieg na 15 km (B1) | 51:48.7   | 4.      | [ 17 ] |
| Ismo Alanko    | Bieg na 15 km (B2) | 44:45.5   | 4.      | [ 18 ] |
| Teuvo Talmia   | Bieg na 15 km (B2) | 46:59.9   | 7.      | [ 18 ] |
| Torsti Sokka   | Bieg na 15 km (B3) | 48:22.4   | 6.      | [ 19 ] |
| Mauno Sulisalo | Bieg na 30 km (B1) | 1:39:06.1 | 4.      | [ 20 ] |
| Ismo Alanko    | Bieg na 30 km (B2) | 1:23:49.6 | brąz    | [ 21 ] |
| Teuvo Talmia   | Bieg na 30 km (B2) | 1:25:13.9 | 5.      | [ 21 ] |
| Torsti Sokka   | Bieg na 30 km (B3) | 1:29:15.3 | 6.      | [ 22 ] |

##### Kobiety
| Zawodnik                                     | Konkurencja            | Czas    | Pozycja | Źródło |
| -------------------------------------------- | ---------------------- | ------- | ------- | ------ |
| Kirsti Pennanen                              | Bieg na 5 km (B1)      | 18:45.2 | srebro  | [ 23 ] |
| Kyllikki Luhtapuro                           | Bieg na 5 km (B2)      | 17:43.3 | 4.      | [ 24 ] |
| Miia Ryyanänen                               | Bieg na 5 km (B3)      | 16:56.1 | złoto   | [ 25 ] |
| Tarja Hovinen                                | Bieg na 5 km (B3)      | 17:46.9 | brąz    | [ 25 ] |
| Kirsti Pennanen                              | Bieg na 10 km (B1)     | 34:51.7 | złoto   | [ 26 ] |
| Kyllikki Luhtapuro                           | Bieg na 10 km (B2)     | 32:14.2 | srebro  | [ 27 ] |
| Tarja Hovinen                                | Bieg na 10 km (B3)     | 32:11.5 | srebro  | [ 28 ] |
| Miia Ryyanänen                               | Bieg na 10 km (B3)     | 32:36.2 | brąz    | [ 28 ] |
| Tanja Hovinen Kirsti Pennanen Miia Ryyanänen | Sztafeta 3x5 km (B1-3) | 56:44.6 | złoto   | [ 29 ] |

#### Osoby siedzące

##### Mężczyźni
| Zawodnik                                     | Konkurencja                  | Czas      | Pozycja | Źródło |
| -------------------------------------------- | ---------------------------- | --------- | ------- | ------ |
| Veikko Puputti                               | Bieg na 5 km (Gr. I)         | DNS       | DNS     | [ 30 ] |
| Tapio Nikunoja                               | Bieg na 5 km (Gr. II)        | 16:58.0   | 6.      | [ 31 ] |
| Erkki Pettinen                               | Bieg na 5 km (Gr. II)        | 17:47.1   | 9.      | [ 31 ] |
| Veikko Puputti                               | Bieg na 10 km (Gr. I)        | DNS       | DNS     | [ 32 ] |
| Tapio Nikunoja                               | Bieg na 10 km (Gr. II)       | 1:34:21.4 | 5.      | [ 33 ] |
| Erkki Pettinen                               | Bieg na 10 km (Gr. II)       | 1:36:06.0 | 7.      | [ 33 ] |
| Tapio Nikunoja Erkki Pettinen Veikko Puputti | Sztafeta 3x2,5 km (Gr. I-II) | 34:55.7   | 4.      | [ 34 ] |

### Łyżwiarstwo szybkie na siedząco
Objaśnienie kategorii:
- Gr. 1 – paraliż z częściowym lub całkowitym brakiem równowagi w siedzeniu
- Gr. 2 – paraliż z dobrze funkcjonującą równowagą w siedzeniu

#### Mężczyźni
| Zawodnik       | Konkurencja              | Czas    | Pozycja | Źródło |
| -------------- | ------------------------ | ------- | ------- | ------ |
| Veikko Puputti | Wyścig na 100 m (Gr. 1)  | 18.21   | 5.      | [ 35 ] |
| Veikko Puputti | Wyścig na 300 m (Gr. 1)  | 48.22   | 4.      | [ 36 ] |
| Veikko Puputti | Wyścig na 500 m (Gr. 1)  | 1:23.21 | 4.      | [ 37 ] |
| Veikko Puputti | Wyścig na 700 m (Gr. 1)  | 1:55.23 | 4.      | [ 38 ] |
| Tapio Nikunoja | Wyścig na 100 m (Gr. 2)  | 16.59   | 5.      | [ 39 ] |
| Erkki Pettinen | Wyścig na 100 m (Gr. 2)  | 18.41   | 10.     | [ 39 ] |
| Erkki Pettinen | Wyścig na 500 m (Gr. 2)  | 1:23.54 | 8.      | [ 40 ] |
| Tapio Nikunoja | Wyścig na 500 m (Gr. 2)  | 1:34.66 | 11.     | [ 40 ] |
| Tapio Nikunoja | Wyścig na 1000 m (Gr. 2) | 2:43.81 | 7.      | [ 41 ] |
| Erkki Pettinen | Wyścig na 1000 m (Gr. 2) | 2:58.66 | 10.     | [ 41 ] |
| Tapio Nikunoja | Wyścig na 1500 m (Gr. 2) | 4:10.71 | 7.      | [ 42 ] |
| Erkki Pettinen | Wyścig na 1500 m (Gr. 2) | 4:16.13 | 9.      | [ 42 ] |

#### Kobiety
| Zawodnik         | Konkurencja             | Czas    | Pozycja | Źródło |
| ---------------- | ----------------------- | ------- | ------- | ------ |
| Lahja Hämäläinen | Wyścig na 100 m (Gr. 2) | 20.61   | 5.      | [ 43 ] |
| Lahja Hämäläinen | Wyścig na 500 m (Gr. 2) | 1:37.79 | 5.      | [ 44 ] |
| Lahja Hämäläinen | Wyścig na 700 m (Gr. 2) | 2:25.84 | 5.      | [ 45 ] |

### Narciarstwo alpejskie
Objaśnienie kategorii:
- LW6/8 – osoby stojące; po amputacji kończyny górnej

#### Mężczyźni
| Zawodnik     | Konkurencja           | Czas    | Pozycja | Źródło |
| ------------ | --------------------- | ------- | ------- | ------ |
| Kari Siponen | Slalom (LW6/8)        | 1:26.97 | 10.     | [ 46 ] |
| Kari Siponen | Slalom Gigant (LW6/8) | 2:00.03 | 12.     | [ 47 ] |
| Kari Siponen | Zjazd (LW6/8)         | 1:21.42 | 16.     | [ 48 ] |